# Steinkreuze von Weißenborn

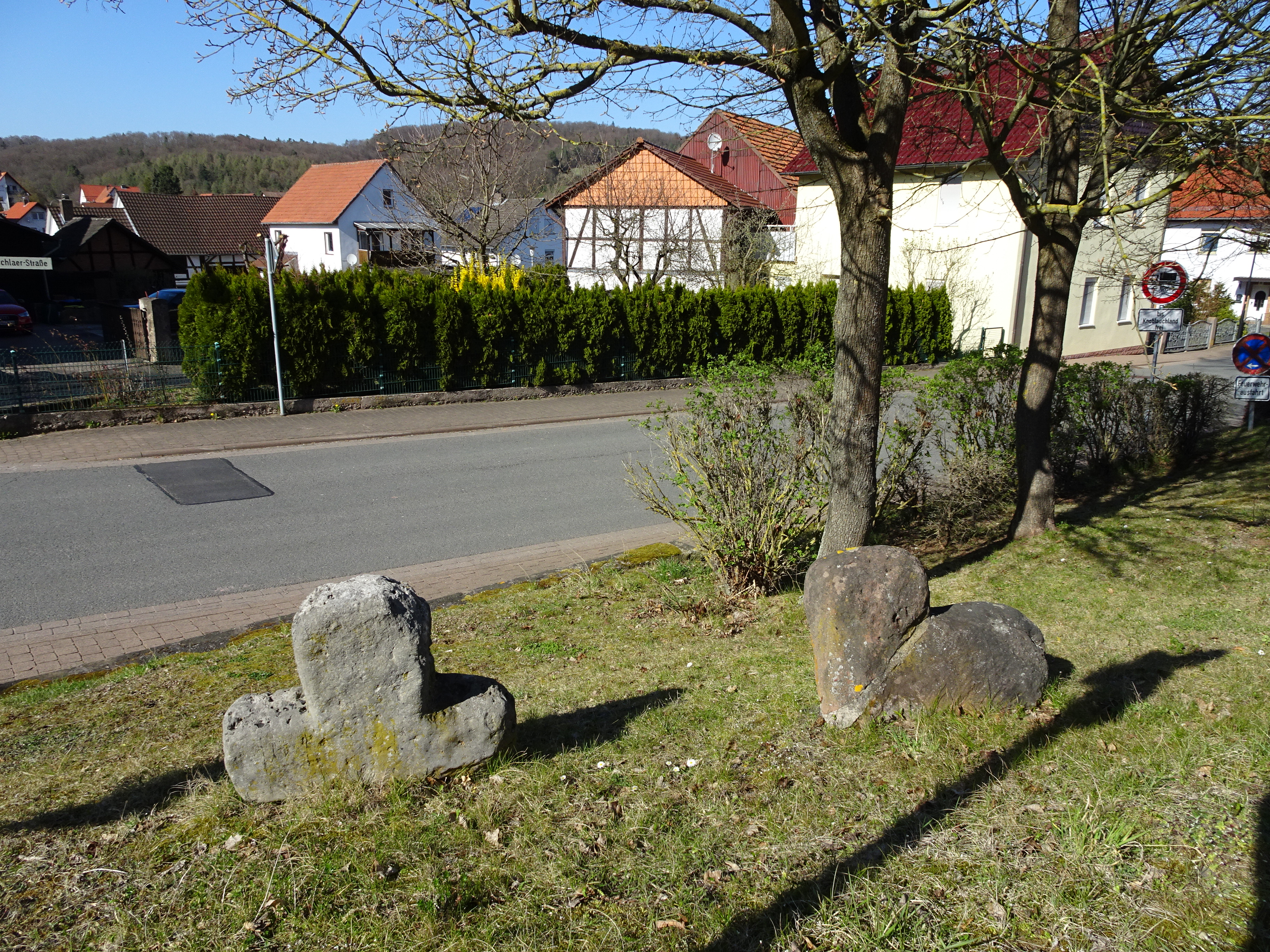
Die Steinkreuze zwischen Großburschlaer Straße und Rambacher Straße

Die Steinkreuze von Weißenborn werden den Gedenk- und Sühnesteinen zugeordnet, die auf Stätten stehen, auf denen Menschen durch tragische Unfälle oder Verbrechen ums Leben kamen. In Weißenborn, einer Gemeinde im nordhessischen Werra-Meißner-Kreis, befinden sie sich allerdings nicht mehr an ihrer ursprünglichen Stelle, sondern sind im innerörtlichen Bereich, zwischen der Großburschlaer Straße und der Rambacher Straße, neu aufgestellt worden. Unbekannt ist, wo die Kreuze einst standen und in welchen Jahren sie auf ihren heutigen Platz im Ort kamen. Es wird als unmöglich angesehen, die Errichtung der beiden Kreuze auf ein bestimmtes, urkundlich nachweisbares Ereignis zurückzuführen.
Die schmucklosen Weißenbörner Steine tragen keine Zeichen und sind ohne Inschrift. Das westlich stehende Kreuz mit gleichlangen Armen und gerundetem Kopf wurde aus einem heimischen Muschelkalkblock gearbeitet und ist 72 cm hoch, 72 cm breit und 19 cm stark. Dem östlichen, aus einer roten Sandsteinplatte herausgehauenen Kreuz fehlt der linke Arm. Es ist 56 cm hoch, 77 cm breit, mit einer Dicke von 19 cm.

## Geschichte

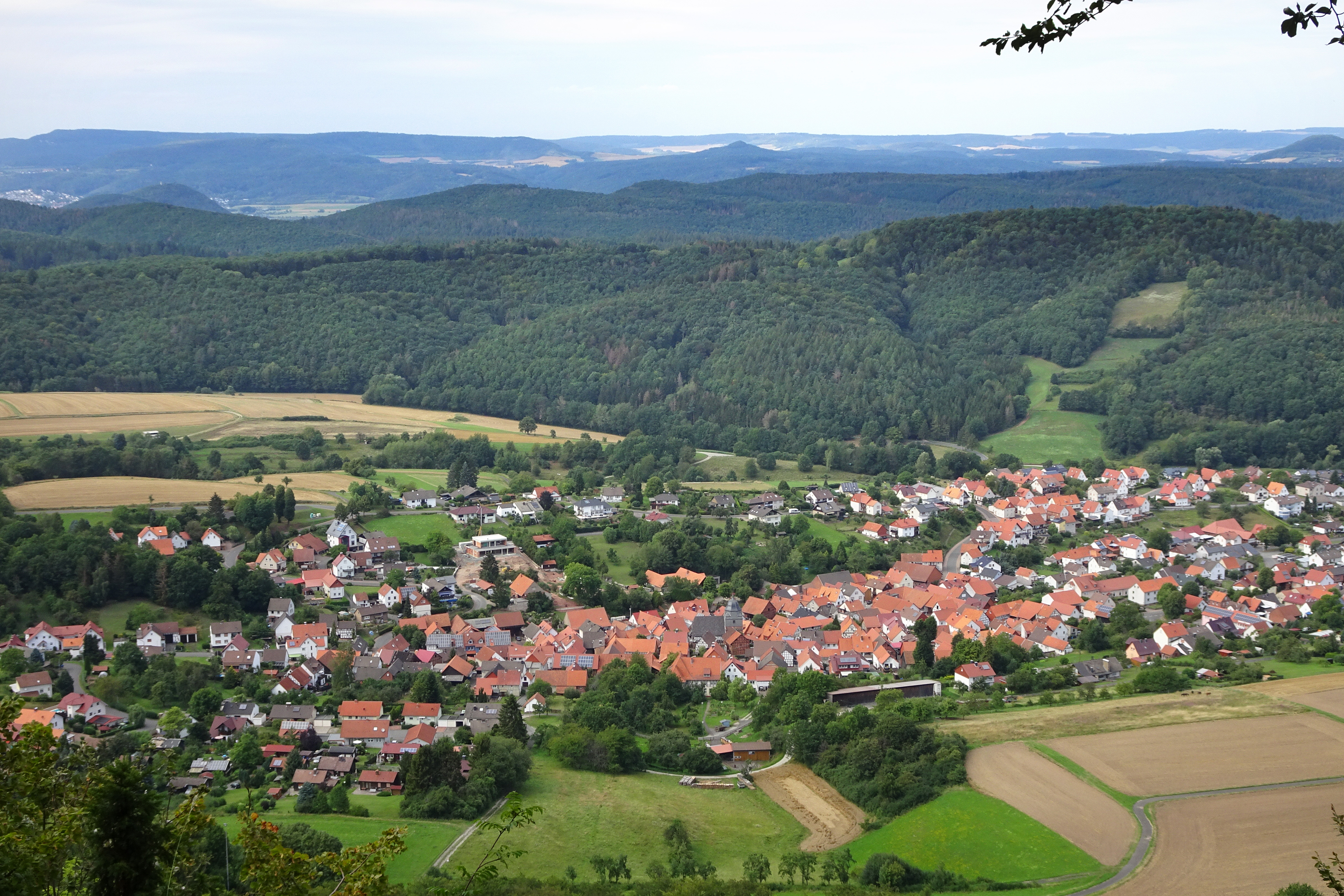
Blick von der Graburg auf Weißenborn, den Schlierbachswald und (im Hintergrund) die Werraberge

Die Errichtung solcher Kreuze geht auf altes Brauchtum zurück. Für gewaltsam ums Leben gekommene Menschen setzten die Hinterbliebenen, bei Mordtaten der Mörder oder seine Sippe, in früheren Jahrhunderten an den Stätten des Geschehens Gedenksteine, damit Vorüberkommende für das Seelenheil der Getöteten beten konnten. Diese waren, ohne mit dem Segen der Kirche versehen worden zu sein, aus dem Leben geschieden. Alter Volksglaube nahm an, dass deren Seelen keinen Frieden finden können und dazu verdammt sind, rastlos nach Erlösung zu suchen. Mit der Kreuzsetzung sollte den herumirrenden Seelen der Getöteten ein Platz geschaffen werden, wo sie Ruhe finden und nicht mehr umherschweifen müssen und die Angehörigen den Pflichten des Totenopfers und der Totenpflege nachkommen können.
Karlfritz Saalfeld, der frühere Obmann für historische Grenzsteine, schreibt in seinem Buch Kleindenkmäler im Werra-Meißner-Kreis, dass auf dem ehemaligen Standort des Kreuzes aus Kalkstein, alten Sagen nach, ein Schäfer und ein Bauer in Streit gerieten und einer der beiden dabei vom anderen erschlagen wurde. Nach einer anderen Überlieferung haben sich zwei Bauern auf dieser Stelle gegenseitig umgebracht. Das unvollständige Kreuz soll einst den Schauplatz gekennzeichnet haben, auf dem im Streit zwischen einem Ritter und einem Bauern ebenfalls einer der beiden vom anderen getötet wurde.
In seiner 1957 erschienenen Dorfchronik erzählt der Lehrer und Heimatschriftsteller Otto Blüse eine weitere Sage zu den Steinkreuzen, die er als Anlehnung an die vorgenannten sieht, die aber aus einer späteren Zeit stammen soll: In einen jungen Schäfer, der die Kunst des Flötenspiels, des Singens und Erzählens beherrschte, verliebte sich die einzige Tochter eines begüterten und ehrgeizigen Bauern. Dieser drohte seiner Tochter sie von Haus und Hof zu vertreiben, wenn sie nicht von dem Schäfer lassen würde. Als sie später ihrem jähzornigen Vater gestand, dass sie ein Kind erwartet, geriet der Bauer in eine maßlose Wut. Er verjagte die Tochter jedoch nicht, wie angekündigt, aber eines Tages wurde der Schäfer tot in der Flur aufgefunden. Alle Nachforschungen, wer der Täter war, blieben erfolglos. Das Mädchen siechte dahin und starb, noch ehe der Tag ihrer Niederkunft kam. Das war für den Bauern zu viel. An einem späten Abend ging er in den Wald und machte seinem sinnlos gewordenen Leben ein vorzeitiges Ende.

## Schutz

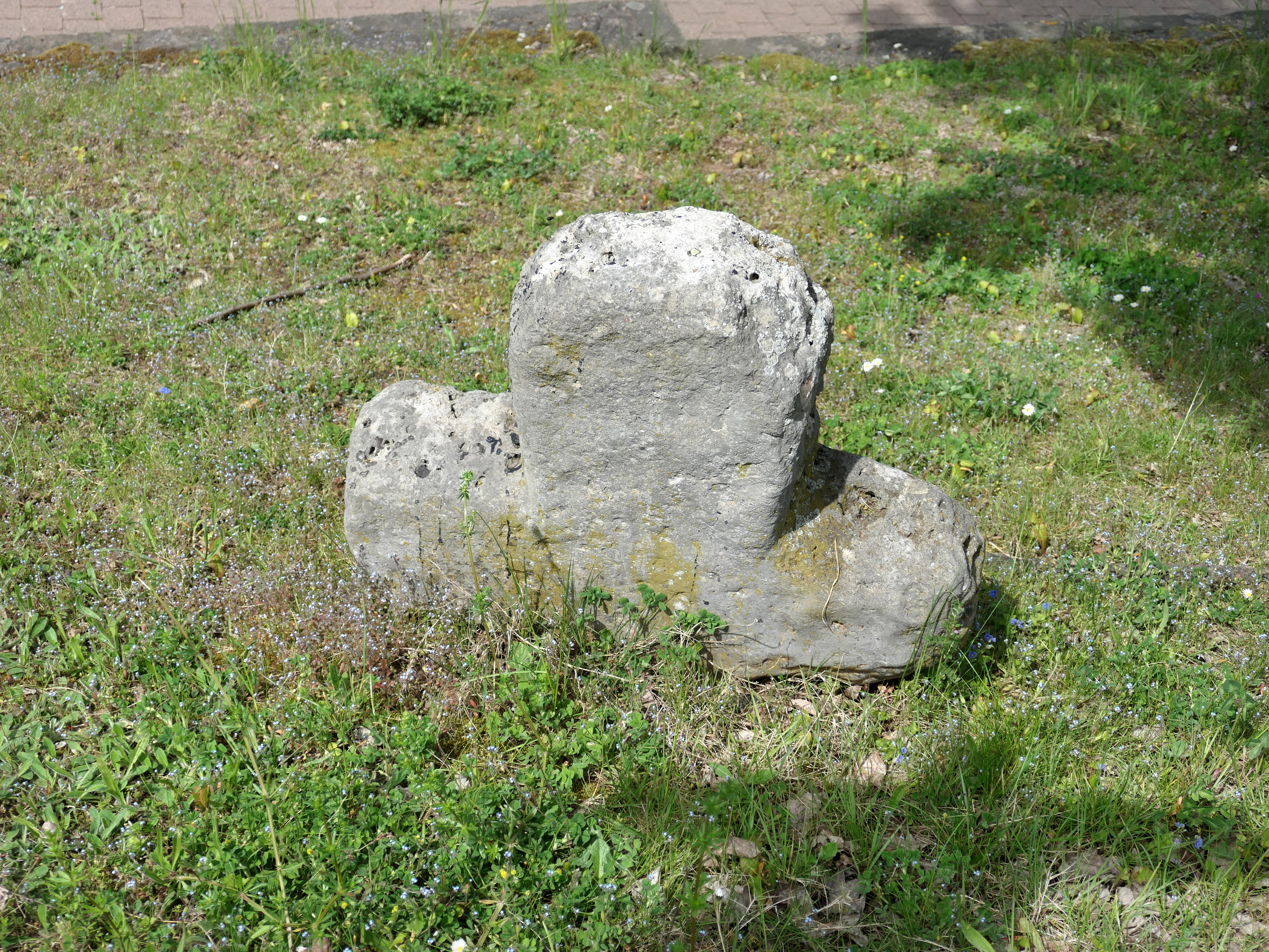
Steinkreuz aus Kalkstein: Katalognummer bei Riebeling 4826.1 und im Denkmalverzeichnis des Landes Hessen die Nummer 39317

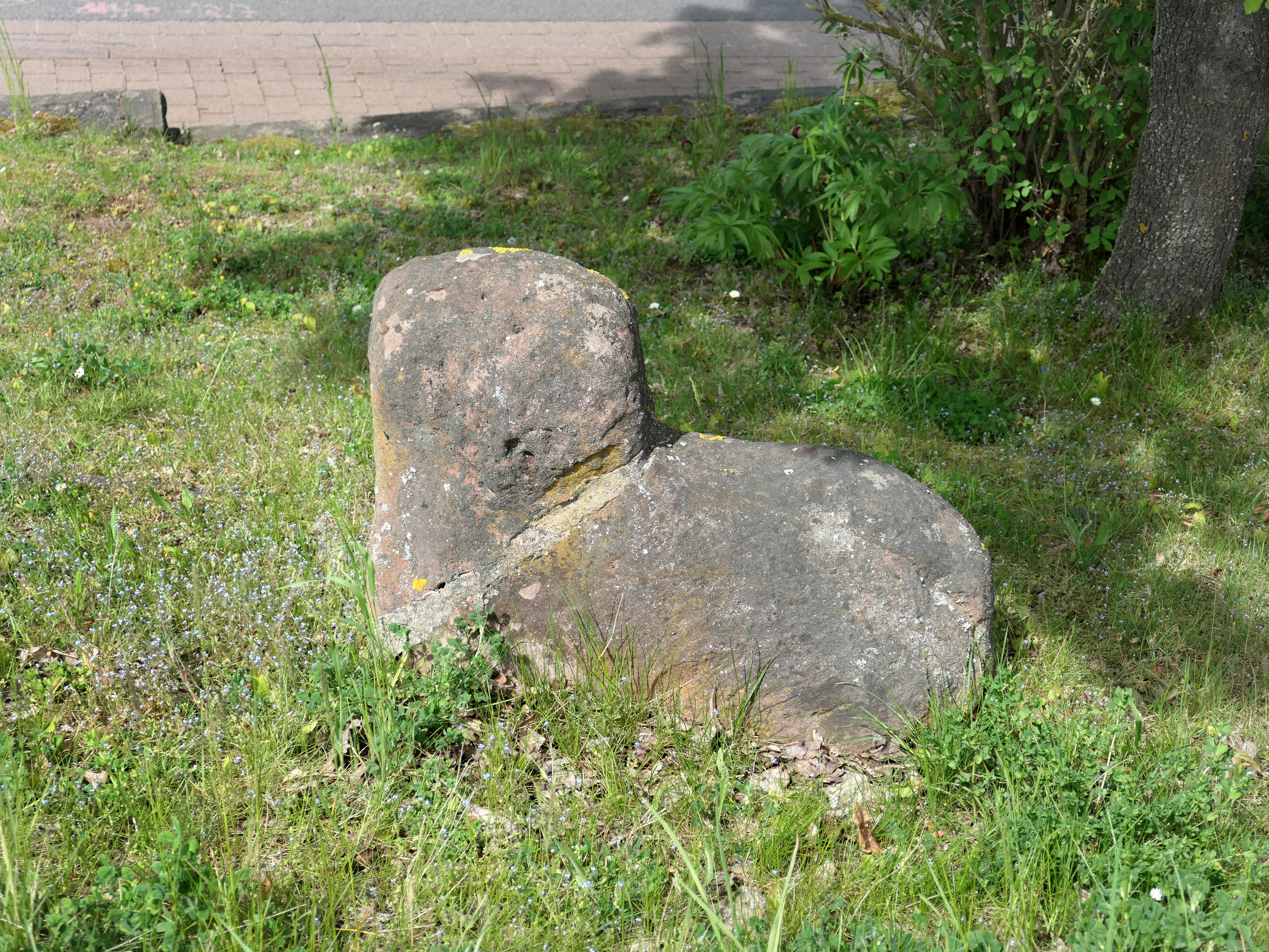
Steinkreuz aus Sandstein: Katalognummer bei Riebeling 4826.2 und im Denkmalverzeichnis des Landes Hessen die Nummer 39318

Als Rechtsdenkmale aus alter Zeit werden die Steinkreuze von Weißenborn geschützt. In dem topographischen Handbuch von Heinrich Riebeling Steinkreuze und Kreuzsteine in Hessen haben sie die Katalognummern 4826.1 und 4826.2. Wegen ihrer geschichtlichen Bedeutung sind sie nach § 2 Absatz 1 des Hessischen Denkmalschutzgesetzes als Kulturdenkmale in das Denkmalverzeichnis des Landes Hessen mit den Nummern 39317 und 39318 eingetragen worden.